# Vía de 3 carbonos

Ciclo de Calvin-Benson.

La vía de 3 carbonos es una vía metabólica para la fijación del carbono en la fotosíntesis en la mayoría de las plantas (otras vías son las C4 y el metabolismo ácido de las crasuláceas). Las plantas que utilizan esta vía son conocidas como plantas C3. En esta vía el CO2 se fija directamente en el ciclo de Calvin, sin que se produzcan fijaciones previas. El primer producto estable en el que queda fijado el carbono en el ciclo de Calvin es un compuesto de 3 carbonos, llamado 3-fosfoglicerato, lo que explica la denominación de C3. 
En esta vía el dióxido de carbono y la ribulosa bifosfato se convierten en fosfoglicerato a través de la siguiente reacción:
CO2 + RuBP → (2) 3-fosfoglicerato
Esta reacción ocurre en todas las plantas como el primer paso del Ciclo de Calvin. En las plantas que siguen la vía de 4 carbonos (C4), el dióxido de carbono se saca del malato más que del aire.

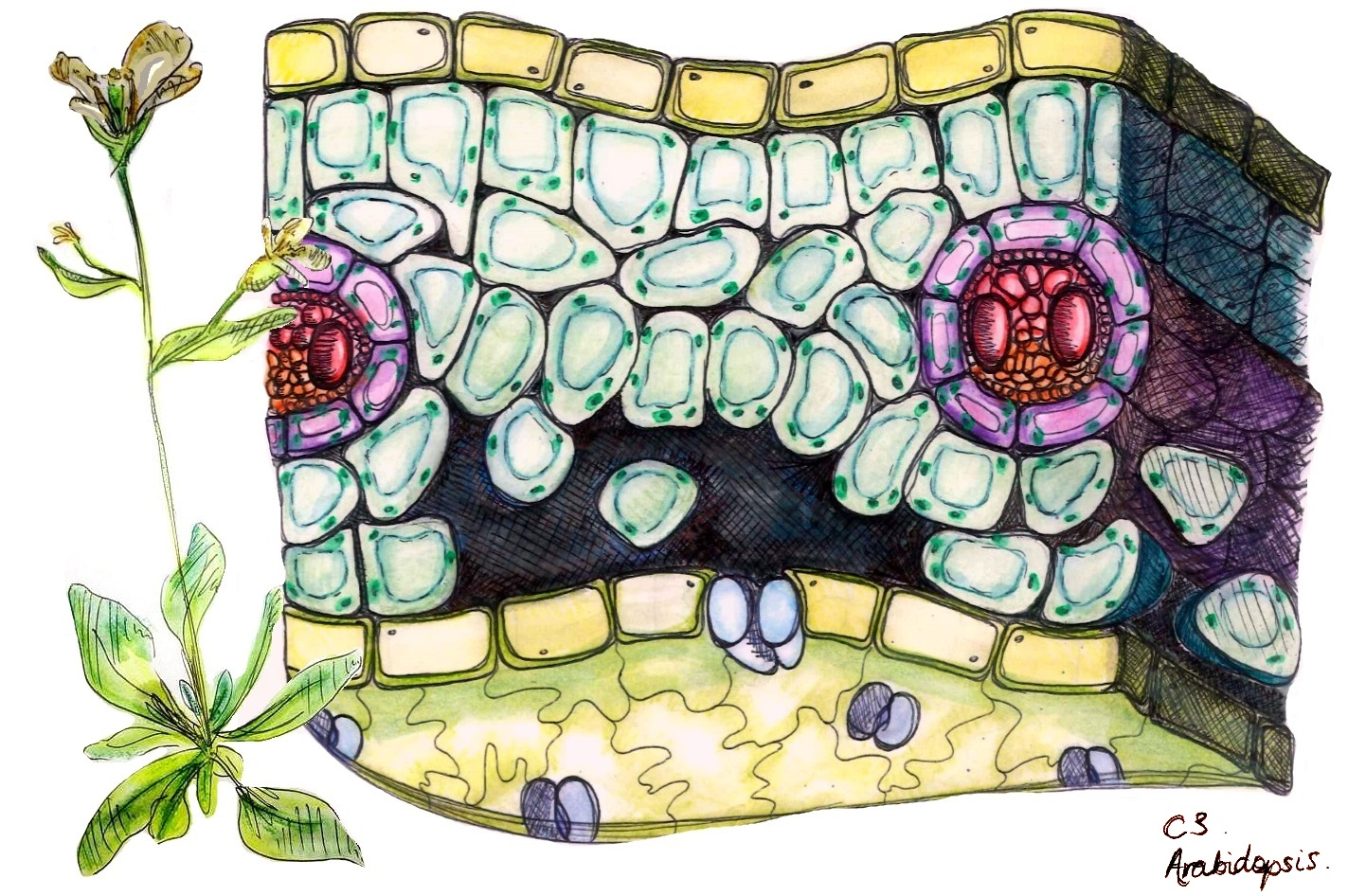
Corte transversal de una hoja de una planta C3, específicamente de un Arabidopsis thaliana. Se ven los haces vasculares.

## Origen
Las plantas C3 son mucho más antiguas en evolución que las plantas C4, probablemente porque los niveles de CO2 atmosféricos eran mucho más elevadas de lo que las plantas C4 pueden tolerar.: 175  Las plantas C3 se originaron durante el mesozoico y el paleozoico, antes de las plantas C4 y aún representan el 95 % de la biomasa de la Tierra. Las plantas C3 pierden el 97 % del agua que absorben debido a la transpiración vegetal.  Algunos ejemplos de estas plantas son el arroz y la cebada.

## Distribución
Las plantas que utilizan la vía C3 (plantas C3) tienden a vivir en zonas donde la intensidad solar es moderada, al igual que las temperaturas, hay suficiente agua en el suelo, y la concentración de dióxido de carbono se encuentra en concentraciones alrededor y mayor que 200 partes por millón.
Las plantas C3 no pueden crecer en áreas calientes porque están mal adaptadas en evitar la fotorrespiración y la pérdida de agua. Esto se debe a que su RuBisCO incorpora más oxígeno a la RuBP con el aumento de la temperatura. Esto induce a la fotorrespiración, la cual dirige a una pérdida neta de carbono y nitrógeno de la planta, estableciendo, por tanto, un límite de crecimiento. En áreas secas, las plantas C3 cierran sus estomas para reducir la pérdida de agua, pero esto detiene la entrada de CO2 en las hojas y, por tanto, reduce su concentración en ellas. Esto baja la proporción CO2:O2 y, por tanto, también aumenta la fotorrespiración. Las plantas C4 y CAM tienen adaptaciones que les permiten sobrevivir en áreas calientes y secas, dejando fuera de competencia a las plantas C3 en estas áreas. La fotorrespiración igualmente protege a las plantas C3 de excesos abruptos y/o prolongados de luz.
La marca isotópica de las plantas C3 muestra un grado más alto de pérdida del carbono-13 que las plantas C4. Esta marca de isótopos de carbono es de –24 a –33 ‰.